# 포천 용연서원
용연서원(龍淵書院)은 대한민국 경기도 포천시 신북면에 있는 서원이다. 1691년 문익공 이덕형(文翼公 李德馨)과 용주(龍洲) 조경(趙絅)을 모시기 위해 지어졌고, 1692년 사액을 받았다. 1976년 8월 27일 경기도의 유형문화재 제70호로 지정되었다.

## 개요
조선 1691년(숙종 17)에 건립된 한음 이덕형(李德馨, 1561~1613)선생과 용주 조경(趙絅, 1586~1669)선생을 배향한 서원이다. 1692년(숙종 18) 서원 부근의 연못 이름을 따서 ‘용연(龍淵)’으로 사액(賜額)을 받았으며, 임진왜란 당시 이덕형이 세운 공로가 인정되어 흥선대원군의 서원철폐령에도 훼철되지 않았다.
이덕형은 20세 때인 1580년(선조 13) 문과에 급제하였고, 임진왜란 때 구원병을 요청하러 명나라에 다녀왔다. 광해군 때 영의정이 되었으나, 1613년(광해군 5) 영창대군의 처형과 인목대비를 폐하려는 논의에 반대하다가 관직에서 물러났다. 인조 때 모든 관직을 다시 회복하였으며 시호는 문익공(文翼公)이다.
조경은 1612년(광해군 4) 초시인 사마시(司馬試)에 급제했으며 이조정랑, 예조판서, 이조판서 등을 역임하였다. 1636년(인조 14) 병자호란 때 끝까지 청나라와 싸울 것을 주장하였고, 숙종 때 청백리에 뽑혔으며 시호는 문간공(文簡公)이다. 경내에는 사당, 강당, 동재, 서재 등의 건물이 있었으나 6.25전쟁으로 소실되어 사당만 남아 있던 것을 1986년 강당을 복원하여 지금에 이르고 있다.

## 현지 안내문
조선 숙종 17년(1691) 한음 이덕형과 용주 조경을 제향하기 위해 건립하였다. 숙종 18년에 사액을 받았으며 대원군의 서원철폐령에도 훼철되지 않았다.
이덕형(李德馨, 1561∼1613) 은 선조 13년(1580) 문과에 급제하였고, 임진왜란 때 구원병을 요청하러 명나라에 다녀왔다. 광해군 때 영의정이 되었으나, 광해군 5년(1613) 영창대군의 처형과 인목대비를 폐하려는 논의에 반대하다가 관직에서 물러났다. 인조 때 모든 관직을 다시 회복하였으며, 시호는 문익공이다.
조경(趙絅, 1586∼1669)은 광해군 4년(1612) 생원 진사시에 급제했으며 이조정랑, 예조판서, 이조판서 등을 역임하였다. 1636년 병자호란 때 끝까지 청나라와 싸울 것을 주장하였고, 숙종 때 청백리에 뽑혔으며, 시호는 문간공이다.
경내에는 사당, 강당, 동재, 서재 등의 건물이 있었으나 6.25동란으로 소실되어 사당만 남아있던 것을 1986년 강당을 복원하여 지금에 이르고 있다.

## 같이 보기
- 이덕형

## 참고 자료
- 용연서원 - 국가유산청 국가유산포털
- 용연서원(龍淵書院) - 한국서원연합회